# Yet Another Movie
"Yet Another Movie" (Otra película más) es la sexta canción, junto con Round And Around, del álbum: A Momentary Lapse of Reason de 1987 perteneciente al grupo de rock progresivo Pink Floyd.

## Composición
Empieza con unos tambores electrónicos y sintetizadores. Al segundo 50 se escucha un sintetizador y al minuto 1:15 se escucha un platillo de batería. En las versiones en vivo se escucha, en la sección de batería, una sección de una película.
Al inicio, en vivo, se escucha unos tambores de percusión tocados por Gary Wallis. La versión especial de 1988 dura 6:17.
Gilmour y Patrick Leonard declararon que sus letras son un punto fuerte.

## Personal en la versión de estudio
- David Gilmour - Guitarra y voz
- Richard Wright - Sintetizador Kurzweil
- Nick Mason - Batería
- Tony Levin - Bajo eléctrico
- Jon Carin - teclados adicionales

## Personal en la versión deDelicate Sound of Thunder
- David Gilmour - Guitarra, voz.
- Nick Mason - Batería
- Richard Wright - Teclados
- Guy Pratt - Bajo
- Jon Carin - Teclados y programación.
- Tim Renwick - Guitarra y voces
- Gary Wallis - Percusión, tambores, Batería.